# Усачи полосатые
Усачи полосатые (лат. Plagionotus) — род жуков-усачей из подсемейства настоящих усачей.

## Описание
Лоб вертикальный, короткий, более или менее поперечный. Промежуток между основаниями усиков заметно заметно уже промежутка между глазами на лбу. Усиковые ямки ограниченны глубоко вырезанным спереди килем-кантом. Усики толстые, к концу заметно утолщены и более или менее сильно уплощены, всегда короче тела, но в большинстве случаев заметно заходят за середину надкрылий (хотя бы у самца) и только у Plagionotus floralis обычно не достигают её; вершинные углы их члеников, начиная с третьего членика, вздуты и более или менее заметные зубчики, причём, обычно хотя бы у части члеников вздуты оба вершинных угла, а потому членик выглядит как бы слегка вырезанным на вершине; третий членик не длиннее или едва длиннее первого членика, заметно длиннее четвёртого, слегка длиннее, равен или слегка короче пятого; четвёртый членик чуть длиннее, равен или чуть короче девятого; 11-й членик длиннее первого. Щупики очень большие.
Переднеспинка по большей части поперечная и тогда сильно расширенная посередине, обычно поперечно-овальная, изредка длиннее своей ширины и тогда слабо округлена по сторонам. Надкрылья более или менее длинные, широкие, только у Plagionotus floralis заметно узкие и вытянутые.

## Классификация
В состав рода входят следующие виды:
- Plagionotus andreui de La Fuente, 1908
- Plagionotus arcuatus (Linnaeus, 1758)
- Plagionotus bartholomei (Motschulsky, 1859)
- Plagionotus bednariki (Lazarev, 2022)
- Plagionotus bieberi (Bodemeyer, 1927)
- Plagionotus bisbifasciatus Pic, 1915
- Plagionotus bobelayei (Brullé, 1833)
- Plagionotus christophi (Kraatz, 1879)
- Plagionotus detritus (Linnaeus, 1758)
- Plagionotus floralis (Pallas, 1773)
- Plagionotus pulcher Blessig, 1872
- Plagionotus scalaris (Brullé, 1833)